# Christian Ernst Heltzen
Christian Ernst Heltzen (født 12. september 1745 i København, død 24. marts 1825 i Trondheim) var en dansk-norsk berghauptmand.

## Karriere
Hans fader var deputeret i Rentekammeret, konferensråd Poul Heltzen, moderen var Karen født Collett af en rig norsk købmandsfamilie. Forældrene var meget velhavende og ansete, og Heltzen gjorde hurtigt karriere ad embedsvejen. Kun 19 år gammel blev han 1764 assessor auscultans ved Oberbergamtet i Kongsberg og fik få år efter et kgl. stipendium til en udenlandsrejse for at studere bjergvidenskaben. 1771 blev han oberbergamtsassessor og 1788 berghauptmand og bergamtsforvalter nordenfjelds. 1777 var Heltzen blevet justitsråd, 1811 etatsråd og afgik 1812 fra sit embede som konferensråd.
Heltzen var medlem af Videnskabernes Selskab i Throndhjem og beklædte 1797-1818 stillingen som selskabets bibliotekar. Som sådan har han "dels selv skrevet, dels med største Flid og Omhyggelighed gjennemgaaet Materialerne til den af R. Nyerup redigerede Katalog over Selskabets Bøger og Haandskrifter". Åbenbart stærkt påvirket af T.O. Bergmann har Heltzen skrevet en mindre afhandling i Det norske Videnskabernes Selskabs Skrifter (I, 1798): "Geologiske og deraf anledigede andre Betragtninger". Heri gives i et svulmende sprog et ret tydeligt billede af datidens anskuelser om Jordens bygning, og opmærksomheden henledes på strandlinjens forskydning. 1790 udgav han Forsøg til Metallers, Stenes og Mineraliers lettere Paaskjønnelse (Trondhjem).
I 1782 tog Heltzen initiativet til oprettelse af et selskab, som skulle medvirke til øget udnyttelse af mineralforekomster og større indsats inden for forskning og bearbejdelse af malme: "Norskt skierper og bergbygnings Gewerckskab". Heltzen ledede personligt en række tekniske eksperimenter ved norske bjergværker, blandt andet gennemførte han i 1794-1797 omfattende forsøg for at forbedre procedurerne for malmsmeltningen ved Røros Kobberværk. Han medvirkede også i forsøg på at fremstille svovlsyre fra svovlkis brudt i kisgruberne på Ytterøya i Trondhjem Fjord.
I 1786 blev Heltzen et af de fem første medlemmer af Ignaz von Borns Societät der Bergbaukunde med sekretariat i Clausthal.
Heltzen ses desuden at have haft interesse for Urter, Græs- og Lav- eller Mosarter anvendelige i Nødsfald til Menneskers Føde (Trondhjem 1805).

## Familie
Han ægtede 22. august 1772 Anne Christine Haxthausen (1743-1815), datter af generalmajor Frederik Gottschalck Haxthausen den ældre. Børn:
1. Karen Juliane Mathea Heltzen, gift med generalauditør Sigismund Christian Selmer
2. Louise Sophie Charlotte Heltzen, gift med officer Christian Fredrik Bernhoft
3. Pauline Heltzen, gift med skibsreder og konsul Carsten Schjødt Due (forældre til statsminister Frederik Due)
4. Anna Christine Ulriche Heltzen, gift med krigsråd og stiftsrevisor Hans Henrich Collin
5. Fredrikke Christiane Ditlevine Heltzen, gift med sognepræst Andreas Qvale
6. Sorenskriver og stortingsrepræsentant Paul Frederik Michael Heltzen, gift med Gustave Henrikke Ørum
7. Christiane Helene Heltzen, gift med sognepræst Poul Fredrik Gaarder (forældre til "statsforfatter" og statsrevisor Peder Krabbe Gaarder)
8. Sognepræst Iver Ancher Heltzen, gift med Christence Elisabeth Dass
9. Oberst og kammerherre Christian Ludvig Gustav von Heltzen, gift med baronesse Marie Elisabeth Knuth af Conradsborg (forældre til dansk justitsminister Eugenius Sophus Ernst Heltzen)

### Fodnoter
1. ↑  Navnet er anført på engelsk og stammer fra Wikidata hvor navnet endnu ikke findes på dansk.
2. ↑  Navnet er anført på engelsk og stammer fra Wikidata hvor navnet endnu ikke findes på dansk.
3. ↑  Ældre betegnelse for en overordnet embedsmand ved et bjergværk, det vil sige et industrielt anlæg, hvor malm og råstoffer blev bearbejdet og udvundet.